# PFA女子年間最優秀選手賞
PFA女子年間最優秀選手賞 (英: The Professional Footballers' Association Women's Players' Player of the Year)は、イングランド国内でプレイしている女子サッカー選手を対象に、そのシーズン最も活躍した選手に与えられる賞である。女子は2012-13シーズンから実施されており、男子と同じくプロフェッショナル・フットボーラーズ・アソシエーション (PFA)のメンバーによる投票によって選出される。

## 歴代受賞者
| 年度    | 国籍               | 選手                     | 所属クラブ             | 同時受賞 | 出典        |
| ------- | ------------------ | ------------------------ | ---------------------- | -------- | ----------- |
| 2012-13 | スコットランドの旗 | キム・リトル             | アーセナル             |          |             |
| 2013-14 | イングランドの旗   | ルーシー・ブロンズ       | リヴァプール           |          |             |
| 2014-15 | 大韓民国の旗       | チ・ソヨン               | チェルシー             |          |             |
| 2015-16 | イングランドの旗   | イジー・クリスチャンセン | マンチェスター・シティ |          |             |
| 2016-17 | イングランドの旗   | ルーシー・ブロンズ       | マンチェスター・シティ |          |             |
| 2017-18 | イングランドの旗   | フラン・カービー         | チェルシー             | FWA      | [ 1 ]       |
| 2018-19 | オランダの旗       | フィフィアネ・ミデマー   | アーセナル             |          |             |
| 2019-20 | イングランドの旗   | ベサニー・イングランド   | チェルシー             |          | [ 2 ]       |
| 2020-21 | イングランドの旗   | フラン・カービー         | チェルシー             | FWA      | [ 3 ]       |
| 2021-22 | オーストラリアの旗 | サム・カー               | チェルシー             | FWA      | [ 4 ]       |
| 2022-23 | イングランドの旗   | レイチェル・デイリー     | アストン・ヴィラ       |          | [ 5 ] [ 6 ] |